# Nervio glúteo superior
El nervio glúteo superior es un nervio del plexo sacro que da inervación a los músculos  glúteo medio,  glúteo menor y tensor de la fascia lata.

## Anatomía
El nervio está formado por las ramas posteriores de las raíces L4, L5 y S1. Abandona la pelvis a través de la escotadura ciática mayor, por encima del músculo piriforme o piramidal, y entrega sus ramas a los músculos glúteo medio, menor y tensor de la fascia lata.